# 릭 머래니스
릭 머래니스(영어: Rick Moranis, 1953년 4월 18일 ~ )는 캐나다의 배우이다. 영화 《고스트버스터즈》에서 옆집 남자 루이스 역으로 출연하였다.

## 출연 작품
- 고스트버스터즈
- 스페이스볼
- 아이가 커졌어요
- 애들이 줄었어요
- 아빠가 줄었어요